# Richard Unterburger
Richard Unterburger es un deportista alemán que compitió para la RFA en judo. Ganó dos medallas de bronce en el Campeonato Europeo de Judo, en los años 1951 y 1954.

## Palmarés internacional
| Campeonato Europeo | Campeonato Europeo | Campeonato Europeo | Campeonato Europeo |
| Año                | Lugar              | Medalla            | Categoría          |
| ------------------ | ------------------ | ------------------ | ------------------ |
| 1951               | París (Francia)    | Medalla de bronce  | 1.er kyu           |
| 1954               | Bruselas (Bélgica) | Medalla de bronce  | 2.º dan            |